# Fusée-sonde

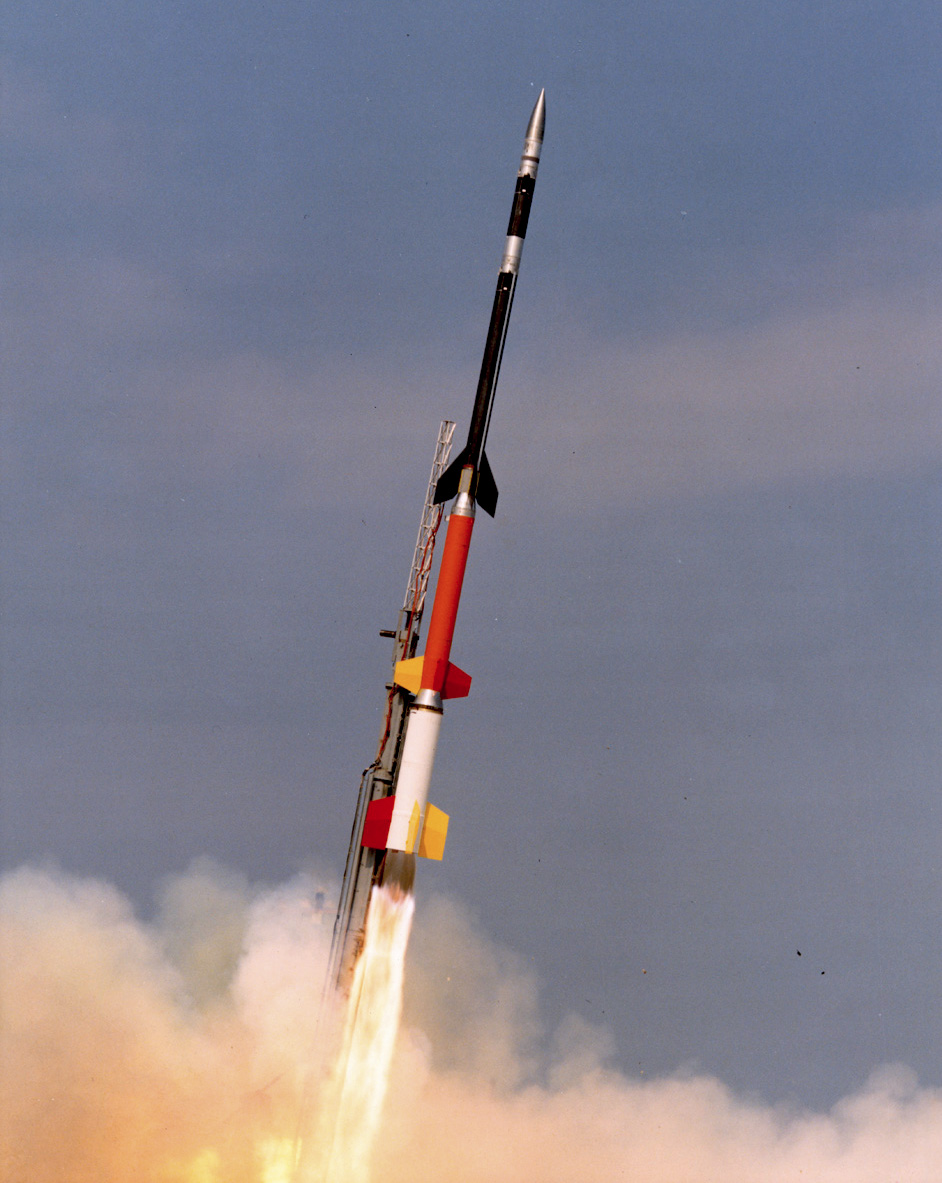
La fusée-sonde Black Brant canadienne.

Une fusée-sonde, dans le domaine de l'astronautique, est une fusée décrivant une trajectoire suborbitale permettant d'effectuer des mesures et des expériences dans la haute atmosphère. Elle est utilisée principalement pour étudier celle-ci in situ, faire des observations astronomiques dans des bandes d'ondes bloquées par l'atmosphère terrestre, effectuer des expériences de microgravité et mettre au point des instruments spatiaux.

## Fonctionnement
La fusée-sonde est lancée verticalement depuis une rampe de lancement mobile ou fixe adaptée au modèle. Elle gagne rapidement de l'altitude sous la poussée de son moteur-fusée. Elle est stabilisée par mise en rotation. La fusée-sonde peut comporter plusieurs étages, qui sont largués au fur et à mesure. La phase propulsive est relativement brève (quelques dizaines de secondes). Une fois celle-ci achevée, l'extrémité supérieure de la fusée contenant la charge utile se détache du lanceur ; les instruments sont déployés puis mis en marche. La phase de vol utile qui se déroule dans la haute atmosphère et dans l'espace dure au maximum une quinzaine de minutes. La  charge utile, après avoir culminé grâce à la vitesse acquise à une altitude comprise entre quelques dizaines et quelques milliers de kilomètres (la hauteur maximale dépend de la puissance du système de propulsion et de la masse de la charge utile), retombe vers le sol en suivant une trajectoire en forme de cloche. La charge utile est généralement récupérée grâce à un parachute qui se déploie lorsqu'elle n'est plus qu'à quelques kilomètres de la surface. Contrairement à un lanceur de satellite, une fusée-sonde ne donne pas une vitesse suffisante à sa charge utile pour permettre sa satellisation.

## Applications

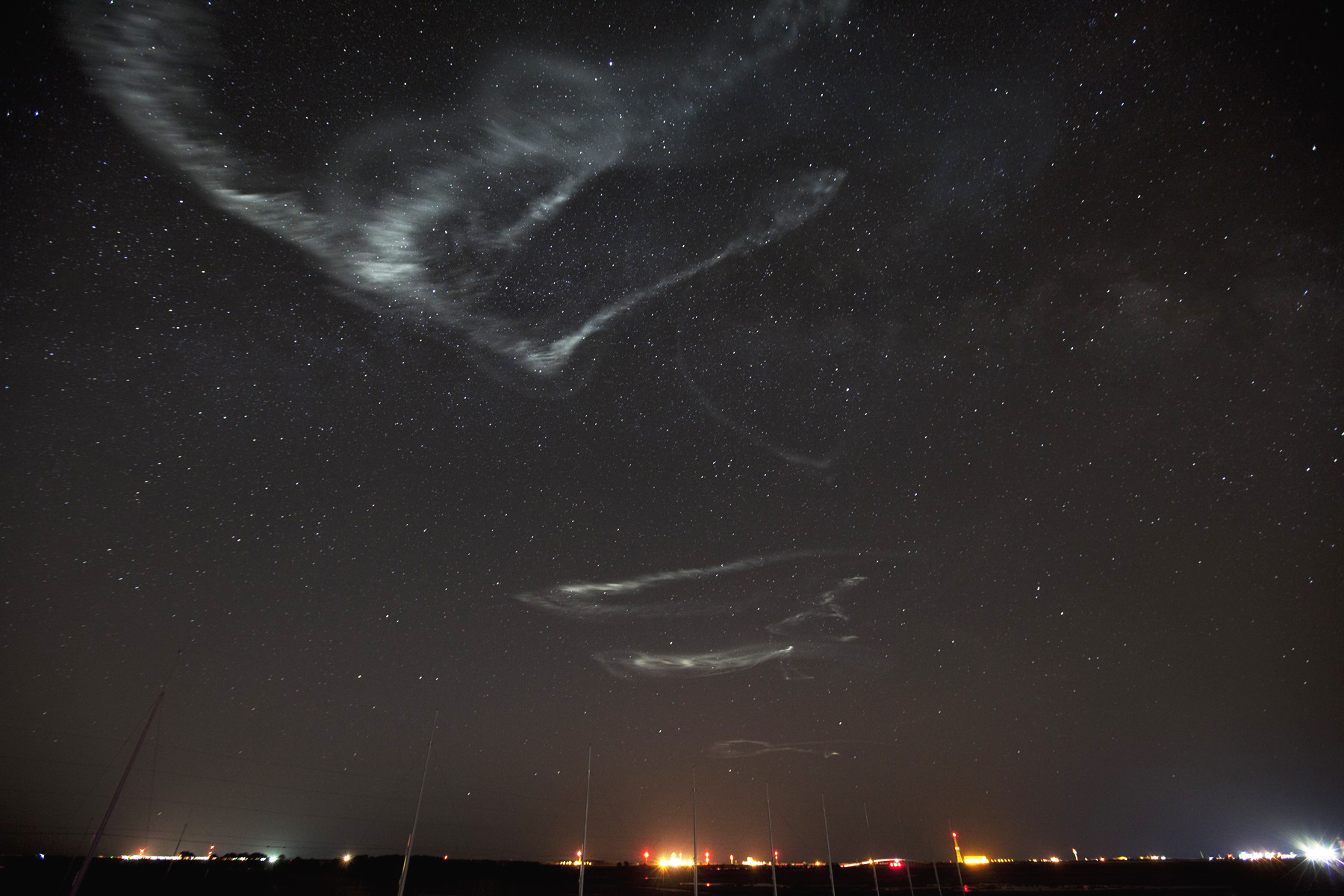
Des nuages artificiels créés par une fusée-sonde de la NASA pour l'étude des vents dans les aurores polaires.

La fusée-sonde est utilisée pour réaliser des expériences scientifiques ou mettre au point des instruments :
- étude in situ de la haute atmosphère et du proche espace ;
- recherche en micropesanteur ;
- mise au point d'instruments spatiaux ;
- étude sur les vitesses hypersoniques ;
- astronomie dans les bandes d'ondes absorbées par l'atmosphère ;
- étude des vents et des aurores polaires, comme dans l'image ci-contre, où les essais sont faits par dispersion d'une faible quantité de triméthylaluminium (moins que pour un feu d'artifice) ou d'un mélange baryum/strontium devenant ionisant lorsqu'il est exposé au soleil[1].

## Avantages de la fusée-sonde
La fusée-sonde est en concurrence avec le satellite artificiel, les ballons stratosphériques et les observations effectuées depuis le sol. Ses principaux avantages sont les suivants :
- coût réduit et délai de mise en œuvre rapide ;
- mesure in situ des caractéristiques de la mésosphère terrestre et de la basse thermosphère, inaccessible par d'autres moyens ;
- mise en œuvre rapide et à faible coût pour des observations optiques de sources astronomiques, du soleil et des planètes dans des longueurs d'onde bloquées par l'atmosphère terrestre : ultraviolet, rayons X, rayons gamma, infrarouge ;
- capacité à lancer des charges utiles lourdes (plus de 500 kg) à l'aide d'un lanceur à faible coût ;
- mesures pouvant être effectuées dans des régions reculées (par exemple les pôles terrestres) grâce à la mobilité des installations de lancement, permettant de cibler des phénomènes comme les aurores polaires, les cyclones ou autres ;
- mesures du milieu ambiant effectuées à des vitesses relativement basses (par rapport à un satellite artificiel) ;
- capacité à mesurer un profil atmosphérique vertical ;
- possibilité de récupérer la charge utile et de réutiliser ses instruments.

## Historique

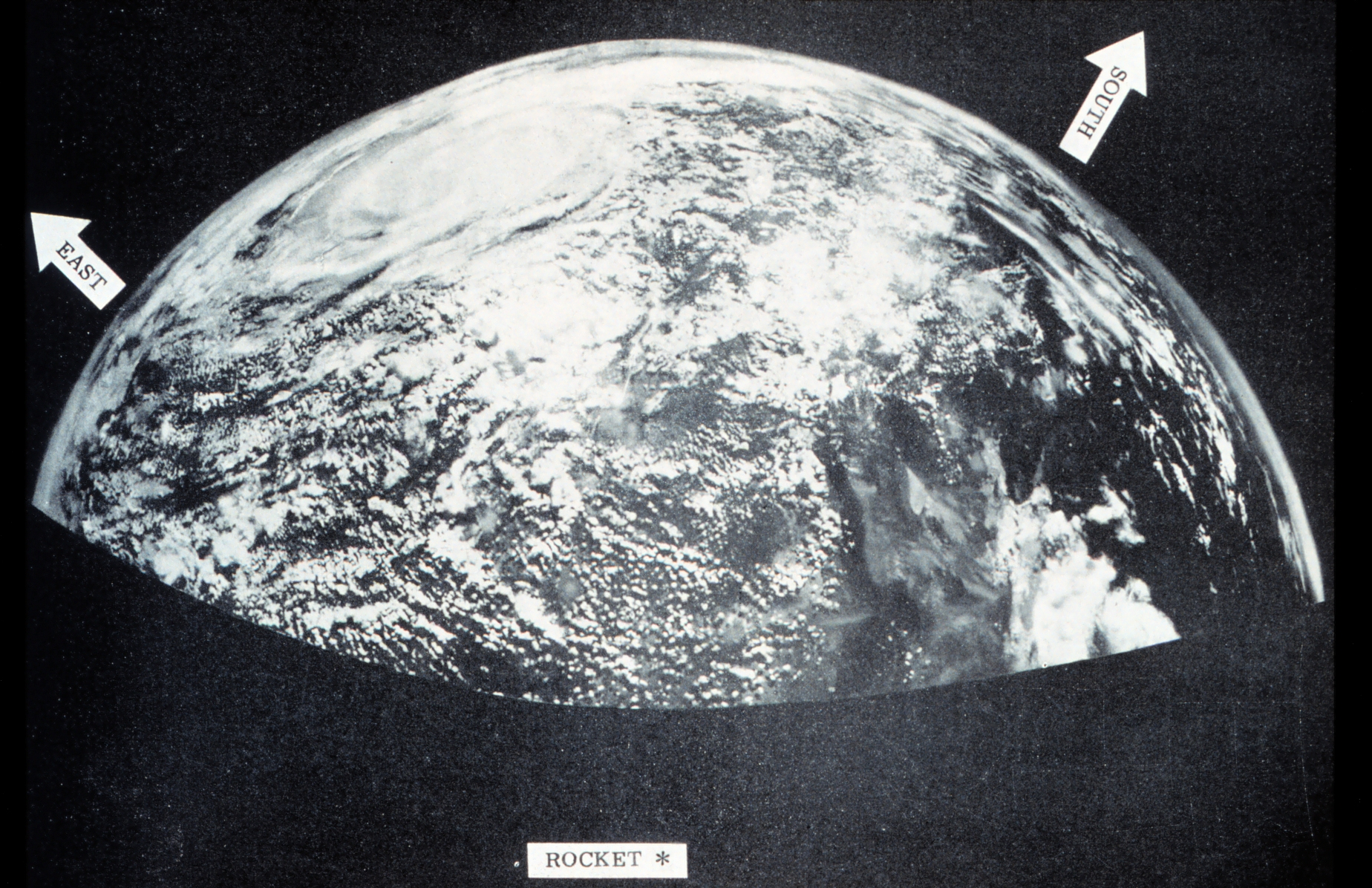
La première photo prise en haute atmosphère d'un système météorologique le 5 octobre 1954 par une fusée-sonde, l'ancêtre de la photographie satellitaire.

La première est l’exploration (ou sondage) de la haute atmosphère, que n’atteignent ni les ballons (qui plafonnent vers 40 km), ni les satellites (qui orbitent au-delà de 200 km).
Les premières connaissances sur l'environnement terrestre (ionosphère, magnétosphère, etc.) sont acquises de cette façon par les États-Unis et l'Union soviétique vers le milieu du XXe siècle, en utilisant entre autres des versions modifiées du missile balistique V2 allemand.
Depuis cette époque, des milliers de fusées-sondes sont lancées de par le monde à des fins scientifiques (géophysique, aéronomie, météorologie, astronomie, physique solaire et même biologie au moyen de cobayes : chats, singes, rats, etc.). Entre 1926 et 1976 les fusées sondes étaient souvent utilisées pour effectuer des observations météorologiques. Elles utilisaient des moteurs-fusées à ergols liquides de conception très simple (alimentation par pressurisation des réservoirs) car les moteurs-fusées à propergol solide n'étaient pas disponibles dans les dimensions adaptées et leur température de stockage étaient trop contraignantes. Les besoins qui étaient couverts par les fusées-sondes sont désormais le plus souvent pris en charge par d'autres moyens et le nombre de fusées-sondes lancées a fortement diminué. Celles-ci utilisent désormais le plus souvent des moteurs-fusées à propergols solide.

## Caractéristiques techniques

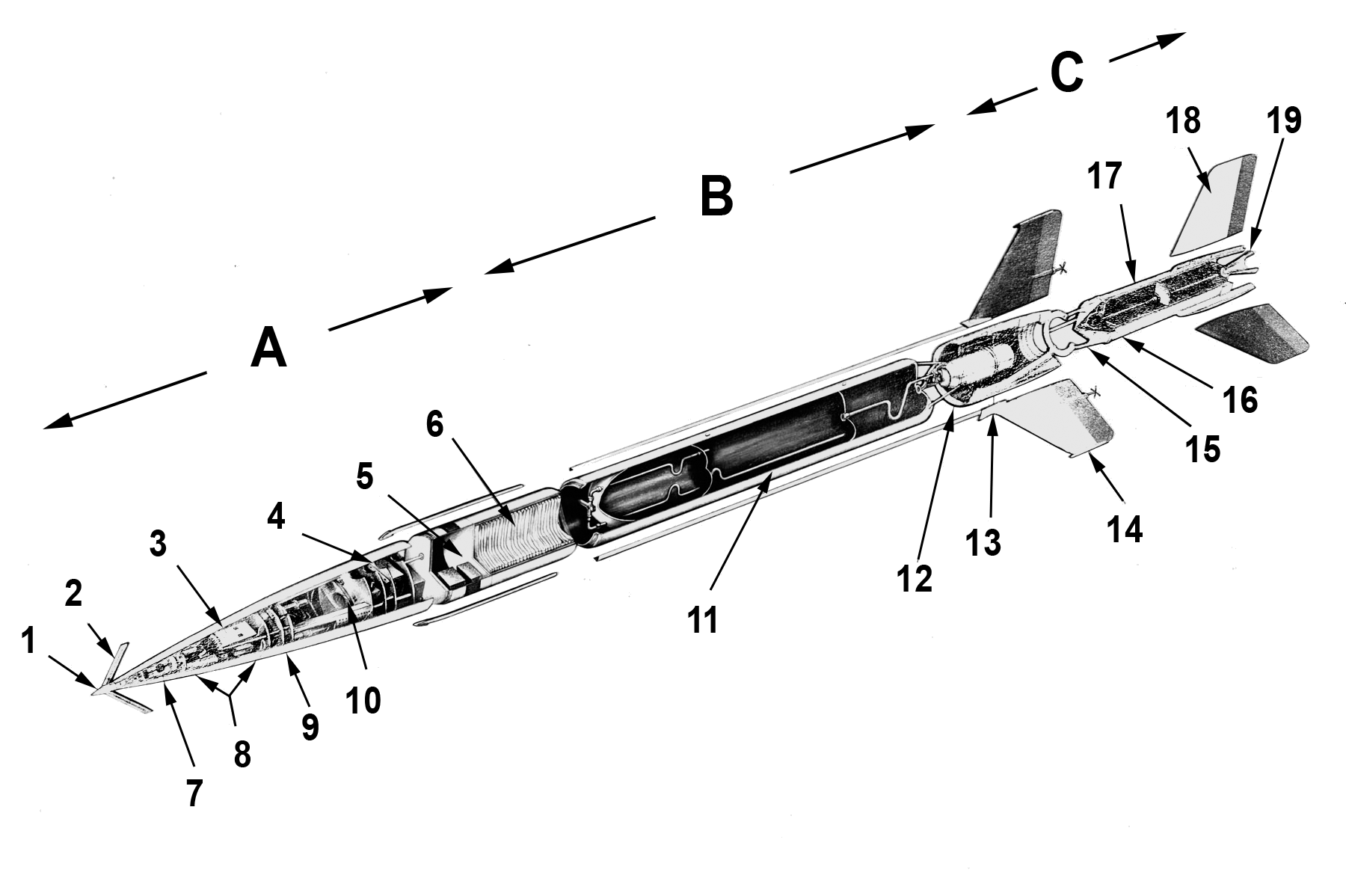
Schéma d'une fusée-sonde Aerobee. A : Charge utile - 1 : Cône - 2 : Antenne - 3 : Canaux de télémesures - 4 : Enregistreur - 5 : Balise - 6 : Parachute - 7 : Dynamo - 8 : Équipements de télémesures - 9 : Accumulateurs - 10 : Expérience - B : Étage à ergols liquides - 11 : Réservoirs d'ergols - 12 : Moteur-fusée - 13 : Structure de la queue de la fusée - 14 : Ailette - C : Étage à propergol solide - 15 : Structure de poussée - 16 : Allumeur - 17 : Chambre à combustion - 18 : Ailette - 19 : Tuyère.

## Programmes nationaux

### Programme espagnol
L'Espagne développe l'INTA-255 dans les années 1960, suivi par l'INTA-300 et l'INTA-100.

### Programme français

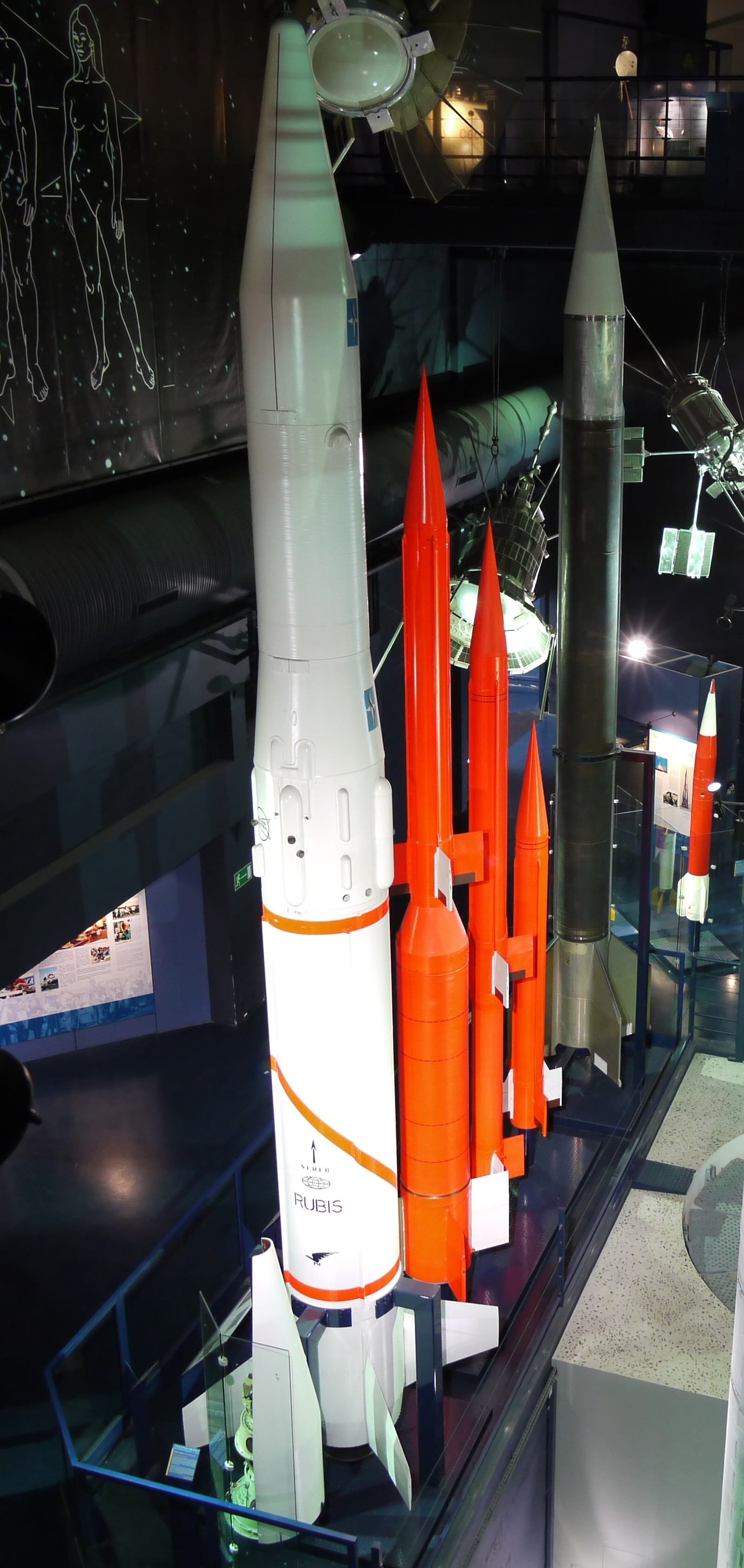
Les fusées-sondes Bélier, Centaure, Dragon et Véronique au musée de l'Air et de l'Espace (au premier plan, une fusée Rubis).

Pour sa part, la France mène pendant une quinzaine d’années (approximativement entre 1960 et 1975) un important programme de recherches scientifiques et technologiques avec des centaines de fusées-sondes (Centaure, Dragon, Éridan et Véronique) lancées depuis le territoire français (île du Levant, Kourou, Îles Kerguelen, Terre Adélie), algérien (Hammaguir, Béchar, Reggane) et au cours de campagnes à l’étranger (Brésil, Norvège, Islande, etc.).

### Programme européen
L'Agence spatiale européenne décide, en 1982, un programme de recherche en micropesanteur avec les fusées-sondes Texus (en) et, depuis 1991, Maxus depuis la base d'Esrange, en Suède.
L’Agence spatiale européenne et le centre de recherches aérospatiales allemand DLR choisissent Astrium (actuellement Airbus Defence and Space) comme maître d’œuvre pour les missions commerciales faisant appel aux fusées-sondes qui débutent à partir de 1988.
Aux Pays-Bas, l'équipe d'étudiants Delft Aerospace Rocket Engineering de l'université de technologie de Delft travaille sur le programme Stratos. Ces fusée-sondes atteignent 21,5 km en 2015 et le programme vise à atteindre l'espace en 2019 avec Stratos IV.

## Recherche en micropesanteur
Le second type d’applications concerne les recherches en micropesanteur (qui est souvent confondue avec la microgravité). Dans ce cas, on met à profit la très faible pesanteur résiduelle observée dans la partie supérieure de la trajectoire, lorsque la propulsion cesse et que le frottement aérodynamique est encore réduit.
Selon les vols, on peut obtenir une micropesanteur pouvant descendre jusqu'à 10−4 g, et pendant une durée allant jusqu'à plusieurs minutes (13 minutes au maximum dans le cas de la fusée Maxus par exemple). C’est une application plus récente que la précédente, qui permet aux scientifiques de préparer des expériences appelées à voler sur un véhicule spatial du type navette spatiale ou satellite. Les applications concernent surtout la science des matériaux (expériences de fusion et de solidification) et intéressent notamment les États-Unis, le Japon et l'Europe.

### Vidéographie
- Les fusées-sondes françaises partent de loin de Bernard Paris, CNES/Concorde Europe Films, France, 1969, 16'45 .
- (ru)Araks de D. Antonov et B. Beletskaya, Union Soviétique, 1975, 8'45.